# USS Converse (DD-509)
Pour les autres navires du même nom, voir USS Converse.
L'USS Converse (DD-509) est un destroyer de la classe Fletcher en service dans la Marine des États-Unis pendant la Seconde Guerre mondiale. Il a été nommé en l'honneur de George A. Converse (1844–1909) qui s'est fait remarquer pour ses contributions à l'ingénierie navale.

## Construction
Sa quille est posée le 23 février 1942 au chantier naval Bath Iron Works de Bath, dans l'état du Maine. Il est lancé le 30 août 1942 ; parrainée par Mlle A. V. Jackson et mis en service le 20 novembre 1942.

## Historique

### Seconde Guerre mondiale

#### Îles Salomon, mai 1943 - mars 1944
Après un entraînement dans la baie de Guantanamo et à Pearl Harbor, le Converse arrive à Nouméa le 17 mai 1943, et pendant l'été, il couvre les convois transportant des hommes et des fournitures vers la Nouvelle-Géorgie, puis escorte les navires se déplaçant entre Espiritu Santo et Guadalcanal. Arrivé à Port Purvis dans les îles Salomon le 16 septembre 1943, il rejoint le 23e escadron de destroyers (Destroyer Squadron 23 - DesRon 23), avec lequel il obtiendra une Presidential Unit Citation (US) pour ses opérations dans le nord des Salomon entre le 31 octobre 1943 et le 4 février 1944.
Le premier jour, le Converse est sorti avec son escadron et ses croiseurs pour assurer la couverture des débarquements amphibies sur Bougainville, et dans la nuit du 31 octobre au 1er novembre 1943, il a bombardé les aérodromes de Buka et de Bonis et des cibles dans les Shortlands. La nuit suivante, sa force intercepta un groupe de croiseurs et de destroyers japonais qui se dirigeaient vers une attaque des transports se trouvant à Bougainville, et ouvrit le feu durant la bataille de la baie de l'Impératrice-Augusta. Les Japonais ont perdu un croiseur et un destroyer dans cette action et ont été détournés de leur attaque sur les transports, bien que les défenseurs américains aient été sévèrement attaqués par les avions de Rabaul qui soutenaient les navires japonais.
Le Converse a continué à effectuer des bombardements et des escortes pour soutenir l'opération de Bougainville et, dans la nuit du 16 au 17 novembre 1943, il s'est joint à son navire-jumeau (sister ship) USS Stanly (DD-478)  Stanly pour tirer sur un sous-marin de surface, le touchant à plusieurs reprises. Dans la nuit du 24 au 25 novembre, l'escadron intercepta cinq destroyers japonais qui tentaient d'évacuer des troupes d'aviation de Buka à Rabaul, dont le besoin était criant. Au cours d'une attaque à la torpille habilement exécutée, suivie d'une poursuite persistante, pendant laquelle le Converse a été touché par une torpille qui n'a pas explosé dans la salle des machines, l'escadron a coulé trois des navires ennemis et a causé de lourds dommages à un quatrième, tout en s'en sortant indemne.
Alors qu'il escortait un groupe de navires transportant des renforts et des fournitures à Bougainville, le 3 décembre 1943, le Converse a subi une attaque intense de six vagues de bombardiers japonais. Un tir manqué a provoqué une panne électrique, mettant son radar hors service et entraînant une perte de puissance à l'avant. Les réparations furent rapidement effectuées et les forces japonaises repoussées, mais le Converse quitta Port Purvis le 14 décembre pour des réparations complètes à Sydney, en Australie. Il rejoignit son escadron à Port Purvis le 30 janvier 1944 pour des bombardements et des incursions contre les navires japonais en février et mars dans le nord des îles Salomon.

#### Pacifique central, mars - août 1944
Le Converse quitta Port Purvis le 27 mars 1944 pour rejoindre la Fast Carrier Task Force (à l'époque Task Force 58 (TF 58)) afin d'assurer une protection pendant les frappes aériennes sur Palaos du 30 mars au 1er avril. Avec cette force, il couvrit les débarquements de Hollandia par des attaques aériennes et des bombardements avant l'invasion, et poursuivit ses tirs pendant les débarquements du 22 avril. Les attaques de porte-avions sur Truk, Satowan et Ponape à la fin du mois ont permis au Converse de poursuivre sa mission de protection.
Les attaques préparatoires et de couverture de l'invasion de Saipan ont commencé le 12 juin avec des cibles dans les Mariannes. Alors que les débarquements proprement dits ont lieu le 15 juin, la force opérationnelle du Converse frappe les bases japonaises dans les îles Bonin, puis retourne aux Mariannes pour poursuivre son soutien rapproché. Lorsque la flotte japonaise s'est opposée aux opérations américaines aux Mariannes le 19 juin, le Converse a poursuivi sa protection pendant la bataille aérienne de la mer des Philippines, un engagement de deux jours qui a entraîné le naufrage de trois porte-avions japonais et la perte pour le Japon de nombreux avions et de leurs pilotes irremplaçables. Après avoir participé au bombardement côtier de Guam et de Rota à la fin du mois de juin, le Converse s'est réapprovisionné à Eniwetok et, le 4 août, il est parti en révision au chantier naval de Mare Island (Mare Island Naval Shipyard).

#### Philippines et Okinawa, novembre 1944 - août 1945
Le destroyer retourne au combat le 3 novembre 1944 lorsqu'il se joint à l'écran des porte-avions qui couvrent les routes des convois vers Leyte nouvellement envahi. Le 21 décembre, alors qu'il escortait le premier échelon de ravitaillement vers Mindoro, le Converse a été attaqué par des avions suicides japonais (Kamikaze] désespérés, et a tiré pour les repousser, tout en sauvant 266 survivants du navire de débarquement de chars (Landing Ship Tank) LST-749. Il a fourni un appui-feu aux débarquements dans le golfe de Lingayen les 9 et 10 janvier 1945, puis a rejoint l'unité opérationnelle chargée de reprendre Corregidor. Ses canons ont détruit des emplacements de canons, des barges, des bateaux suicides, et ont enterré une centaine de troupes ennemies en scellant l'entrée du tunnel de Malinta.
Après une brève remise en état dans la baie de Subic, le Converse a patrouillé au large de Corregidor jusqu'à la mi-mars 1945, et du 18 mars au 1er avril, il a participé à l'invasion de Panay et de Negros. Au cours du mois suivant, il a effectué diverses tâches pour faire d'Iloilo un centre de transit pour l'invasion prévue du Japon. Le 16 mai, le Converse est arrivé au large d'Okinawa, où il a assuré une dangereuse et exigeante mission de piquet radar jusqu'à la fin de la guerre. Tirant souvent pour repousser des avions japonais prêts à se suicider, il n'a subi aucun dommage au cours des mois difficiles qui ont suivi.
Le 10 septembre, il quitte Okinawa pour Pearl Harbor, le canal de Panama et Washington, D.C., où, le 19 octobre, la cérémonie de remise de la Presidential Unit Citation est décernée à son escadron. Après une révision au chantier naval de Brooklyn (Brooklyn Navy Yard), il est déclassé et placé en réserve à Charleston, en Caroline du Sud, le 23 avril 1946.

### Almirante Valdés (D-23)
Le 1er juillet 1959, le Converse est transféré en Espagne  dans l'Armada Española dans le cadre du programme d'assistance mutuelle, où il est rebaptisé Almirante Valdés (D-23). C'était le quatrième navire à recevoir ce nom, en l'honneur du commandant général de la marine royale espagnole Cayetano Valdés y Flores Bazán y Peón.
La cérémonie de remise a eu lieu dans les eaux de Philadelphie le 1er juillet 1959. Elle a été effectuée par le commandant du IVe district naval, le contre-amiral Lyman, au capitaine de frégate Francisco Javier de Elizalde y Laínez, commandant du nouveau destroyer, en présence de l'ambassadeur d'Espagne aux États-Unis, M. Areilza, et de l'ambassadeur des États-Unis en Espagne, M. Lyman, et de l'attaché naval espagnol. L'évêque auxiliaire de Philadelphie a béni la nouvelle unité. Après que le drapeau espagnol ait été hissé, l'équipage est monté à bord du navire. Après avoir été équipé, le navire est parti pour l'Espagne, où il a suivi une formation au sein de l'OVAF récemment créé, sur sa base de Carthagène, et a rejoint le 21e escadron de destroyers.
En janvier 1980, le Almirante Valdés escorte la frégate Asturias (F-74), qui transporte la dépouille mortelle d'Alphonse XIII de Rome à Carthagène. En 1982, il est affecté à la zone maritime méditerranéenne.
Le 13 juin 1985, alors qu'il se trouvait dans les eaux au large de Carthagène pour effectuer des exercices, il est entré en collision avec le sous-marin espagnol Siroco (S-72). Le destroyer a subi une fuite d'eau dans la coque sur l'amure tribord, inondant un casier à munitions et causant des dommages à la coque du sous-marin,.
Après 27 ans de service dans la marine espagnole, le Almirante Valdés a été retiré de la flotte le 17 novembre 1987. 1986 et vendu pour démolition en 1988.

## Décorations
En plus de la Presidential Unit Citation, le Converse a reçu 11 battles stars pour son service pendant la Seconde Guerre mondiale.